# Tractortram

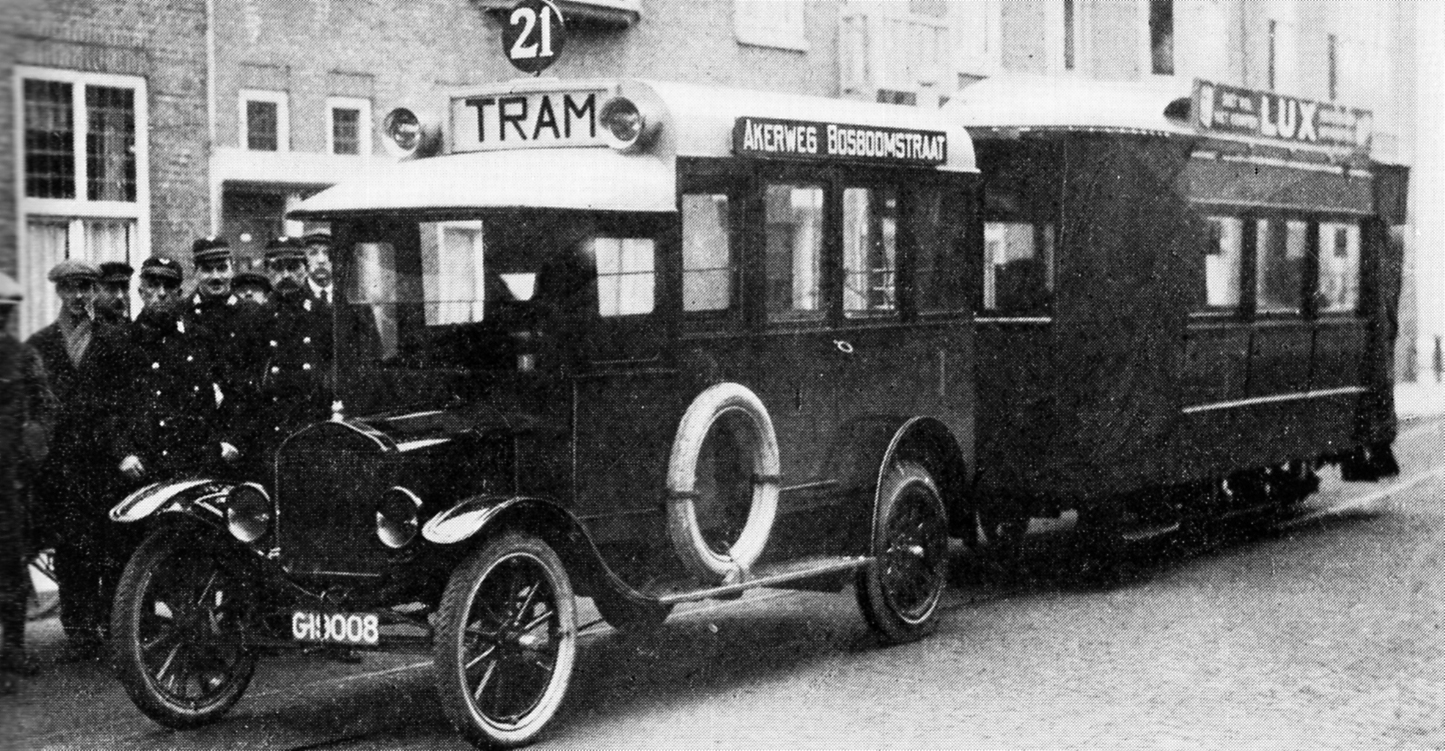
Het paard van de paardentram van Amsterdam naar Sloten werd vervangen door een bus die als tractor fungeerde, hier in de Bosboomstraat (de huidige Jacob Marisstraat), 1922

Een tractortram is een tram waarbij de paardentractie vervangen is door een tractor. In de nadagen van de paardentram zocht men naar een eenvoudige modernisering, waarbij de oude trambaan en tramrijtuigen verder konden worden gebruikt, maar wel met gebruikmaking van motortractie. 

## Redenen om te kiezen voor een tractortram
De paardentram werd, tegen het eind van de jaren '10 van de 20e eeuw, zo langzamerhand niet meer als een modern vervoermiddel beschouwd. De snelheid van een paardentram was uiteraard beperkt tot wat het paard aankon; op de stukken waar het kon, werd in draf gereden. Daar stond tegenover dat een paard geen grote investering vergde. Uit de jaarverslagen van de Amersfoortsche Tramweg-Maatschappij valt op te maken dat een paard voor de paardentram een investering vergde van ongeveer vier- tot vijfhonderd gulden. Aan foerage (in de regel hooi en haver) was men ongeveer een gulden per paard per dag kwijt. 
Een paardentram werd, uitzonderingen daargelaten, in de regel alleen daar aangelegd, waar een elektrische tram of een stoomtram financieel niet mogelijk bleek. De financiële situatie van veel paardentrambedrijven was allesbehalve rooskleurig. De autobus was in opkomst. Dit alles maakte dat men huiverig was voor al te grote investeringen in de trambedrijven. 
Als allerlaatste redmiddel werden bij een aantal tramlijnen de paarden daarom ingewisseld voor een 'tractor', feitelijk een bus (op luchtbanden) die een tramrijtuig (op rails) voortrok. De tractor diende voorzien te zijn van een trambel en had aan de voorzijde een bord met het opschrift 'tram' ('s avonds verlicht). Voor de tractortram waren de verkeersreglementen voor trams van toepassing. 
De tractortram was allesbehalve een goede oplossing; weliswaar waren geen paarden meer nodig, maar benzine was ook allesbehalve goedkoop. De aanschaf van één tractor vergde een investering van ruim vierduizend gulden (terwijl een tractor ongeveer vier paarden verving en zeker niet langer meeging dan een paard), gecombineerd met de kosten van onderhoud werden de exploitatiekosten hoger dan voorheen als paardentrambedrijf, wat niet goed werd gemaakt met de hogere reizigersaantallen. 
De tracortrams deden maar enkele jaren dienst (variërend van twee jaar in Soest tot zeven jaar in Groningen en Oudewater), waarna de tramlijn alsnog werd opgeheven. 

## Tractortram Sloten-Amsterdam
In Amsterdam waren alle tramlijnen rond 1910 geëlektrificeerd. In 1918 werd door de gemeente Sloten toch nog een paardentramlijn aangelegd, zuinigheidshalve met tweedehands rails en rijtuigen.
Bij de annexatie van 1921 kwam de (gemeentelijke) paardentram van Sloten in beheer bij de Gemeentetram Amsterdam (GTA). Elektrificatie was niet lonend en te duur en ook niet mogelijk door de afwijkende spoorbreedte. Eerst werden de Slotense tweedehands paardentramrijtuigen vervangen door afgedankte Amsterdamse paardentramrijtuigen. Spoedig daarna verving men het paard door een tractor waarin ook passagiers konden plaatsnemen. De dienst was zo succesvol dat deze in het weekend versterkt werd met een aantal uit Harmelen overgenomen autobussen. Op stille momenten bleven de paardentramrijtuigen in de remise en reden alleen de Harmelense bussen. 
Dit leidde ertoe dat de tramdienst in 1925 uiteindelijk werd omgezet in een buslijn G. In 1965 samen met lijn H samengevoegd tot lijn 29, in 1970 geïntegreerd in GVB/CN lijn 69, in 1980 geheel aan CN overgedragen die de lijn later vernummerde in lijn 179 en weer later samenvoegde met Connexxionlijn 145.  

## Andere tractortrams in Nederland
- 1924 - 1931: Tramlijn Oudewater - Papekop[2]
- 1923 - 1929: Alkmaarse tram[3]
- 1923 - 1929: Tramlijn Utrecht - Vreeswijk[4]
- 1922 - 1924: Tramlijn Soest-Baarn
- 1921 - 1929: Tramlijn Groningen - Eelde